# Mistrzostwa Świata w Piłce Nożnej 2014 (eliminacje strefy AFC)/Grupa 4

## Grupa
| Lp. | Drużyna          | M | Mecze | Mecze | Mecze | Bramki | Bramki | Bramki | Pkt |
| Lp. | Drużyna          | M | W     | R     | P     | +      | −      | +/−    | Pkt |
| --- | ---------------- | - | ----- | ----- | ----- | ------ | ------ | ------ | --- |
| 1.  | Australia        | 6 | 5     | 0     | 1     | 13     | 5      | +8     | 15  |
| 2.  | Oman             | 6 | 2     | 2     | 2     | 3      | 6      | −3     | 8   |
| 3.  | Arabia Saudyjska | 6 | 1     | 3     | 2     | 6      | 7      | −1     | 6   |
| 4.  | Tajlandia        | 6 | 1     | 1     | 4     | 4      | 8      | −4     | 4   |

## Mecze
Czas:CET
| 2 września 2011 12:05 | Australia · Kennedy 58' · Brosque 86' | 2:1(0:1) | Tajlandia · 14' Dangda | Lang Park, Brisbane Widzów: 24,5 tys. Sędzia: Abdullah Balideh |
|                       |                                       |          |                        |                                                                |

| 2 września 2011 17:00 | Oman | 0:0(0:0) | Arabia Saudyjska | Seeb Stadium, Maskat Widzów: 14 tys. Sędzia: Abdulrahman Abdou |
|                       |      |          |                  |                                                                |

| 6 września 2011 19:30 | Arabia Saudyjska · Al-Shamrani 65' | 1:3(0:1) | Australia · 40', 56' Kennedy · 77' (k) Wilkshire | Prince Mohamed bin Fahd Stadium, Ad-Dammam Widzów: 15 tys. Sędzia: Yūichi Nishimura |
|                       |                                    |          |                                                  |                                                                                     |

| 6 września 2011 13:00 | Tajlandia · Soleb 35' · Dangda 41' · Al Farsi 90+1' (sam.) | 3:0(2:0) | Oman | Stadion Narodowy Rajamangala, Bangkok Widzów: 19 tys. Sędzia: Kim Dong-jin |
|                       |                                                            |          |      |                                                                            |

| 11 października 2011 10:30 | Australia · Holman 7' · Kennedy 65' · Jedinak 85' | 3:0(1:0) | Oman | Stadium Australia, Sydney Widzów: 24,7 tys. Sędzia: Valentin Kovalenko |
|                            |                                                   |          |      |                                                                        |

| 11 października 2011 13:00 | Tajlandia | 0:0(0:0) | Arabia Saudyjska | Stadion Narodowy Rajamangala, Bangkok Widzów: 42 tys. Sędzia: Ravshan Ermatov |
|                            |           |          |                  |                                                                               |

| 11 listopada 2011 17:30 | Arabia Saudyjska · Hazazi 59' · Al-Fraidi 80' · Noor 89' (k) | 3:0(0:0) | Tajlandia | Stadion Króla Fahda, Rijad Widzów: 32,5 tys. Sędzia: Liu Kwok Man |
|                         |                                                              |          |           |                                                                   |

| 11 listopada 2011 15:00 | Oman · Ali 18' | 1:0(1:0) | Australia | Sultan Qaboos Sports Complex, Maskat Widzów: 4,5 tys. Sędzia: Ali Abdulnabi |
|                         |                |          |           |                                                                             |

| 15 listopada 2011 17:30 | Arabia Saudyjska | 0:0(0:0) | Oman | Stadion Króla Fahda, Rijad Widzów: 62,7 tys. Sędzia: Mohsen Torky |
|                         |                  |          |      |                                                                   |

| 15 listopada 2011 12:00 | Tajlandia | 0:1(0:0) | Australia · 76' Holman | Stadion Suphachalasai, Bangkok Widzów: 19,4 tys. Sędzia: Saeid Mozaffari |
|                         |           |          |                        |                                                                          |

| 29 lutego 2012 | Australia · Brosque 43' 75' · Kewell 73' · Emerton 76' | 4:2(1:2) | Arabia Saudyjska · Al-Dawsari 19' · Al-Shamrani 45+2' | Melbourne Rectangular Stadium, Melbourne Widzów: 24,2 tys. Sędzia: Kim Dong-jin |
|                |                                                        |          |                                                       |                                                                                 |

| 29 lutego 2012 | Oman · Al Hadri 9' · Mubarak 90+1' | 2:0(1:0) | Tajlandia | Sultan Qaboos Sports Complex, Maskat Widzów: 22 tys. Sędzia: Masaaki Toma |
|                |                                    |          |           |                                                                           |